# USS Wolverine (IX-64)
«Вулверін» (англ. USS Wolverine (IX-64)) був навчальним кораблем, який використовував флот США під час Другої світової війни. 

## Історія використання
Спочатку це було судно Seeandbee, побудоване на Великих озерах як розкішний гребний круїзний пароплав, який експлуатувався «Cleveland and Buffalo Transit Company». Seeandbee був спущений на воду 9 листопада 1912 року та переважно ходив від Клівленда до Баффало, з окремими круїзами в інші порти. Після банкрутства компанії власника у 1939 судно придбала чиказька C & B Transit Company, яка продовжила його використовувати до 1941.
Seeandbee був придбаний ВМС Сполучених Штатів у 1942 році і швидко був перетворений у прісноводний авіаносець для навчання пілотів палубної авіації злету та посадки з корабля.  Перейменований на «USS Wolverine» корабель не був обладнаний бронею, ангарною палубою, ліфтами або озброєнням.   «Вулверін» мав коротшу і ближчу до води палубу, ніж більшість авіаносців того часу, але це скоріш сприяло якості підготовки пілотів. 
Перша посадка літака на палубу «Вулверіна» відбулася у вересні 1942 року. З 1943 до завершення війни 1945 USS Wolverine разом з однотипним USS Sable (IX-81) стала інструментом для підготовки 17 000 льотчиків, команд для обслуговування літаків на палубах та інших військово-морських спеціалістів. Після завершення війни ВМС виключили «Вулверін» зі свого складу 28 листопада 1945 року і його продали для утилізації у грудні 1947 року.

## Галерея

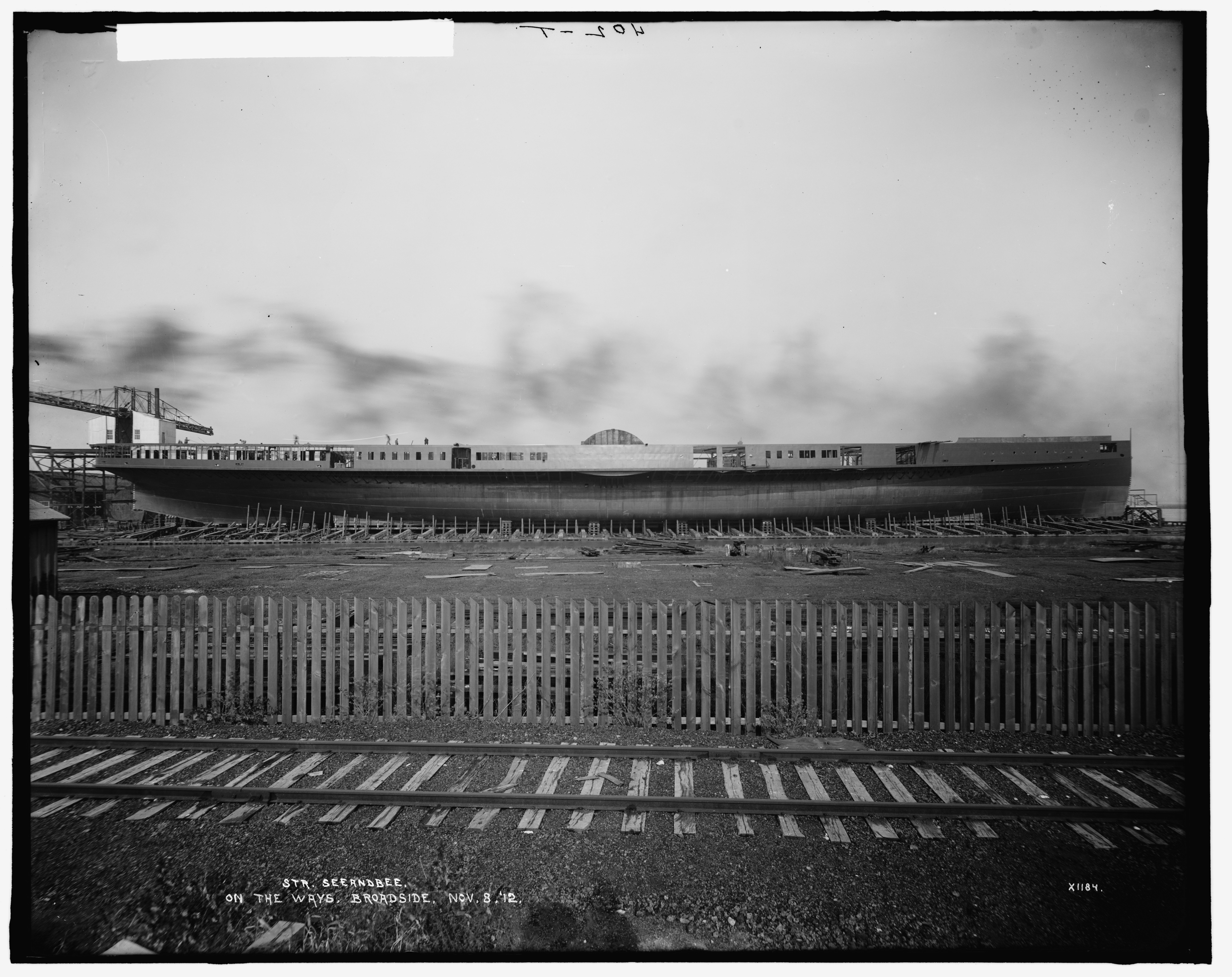
Підготовка до спуску Seeandbee, 8 листопада 1912 року
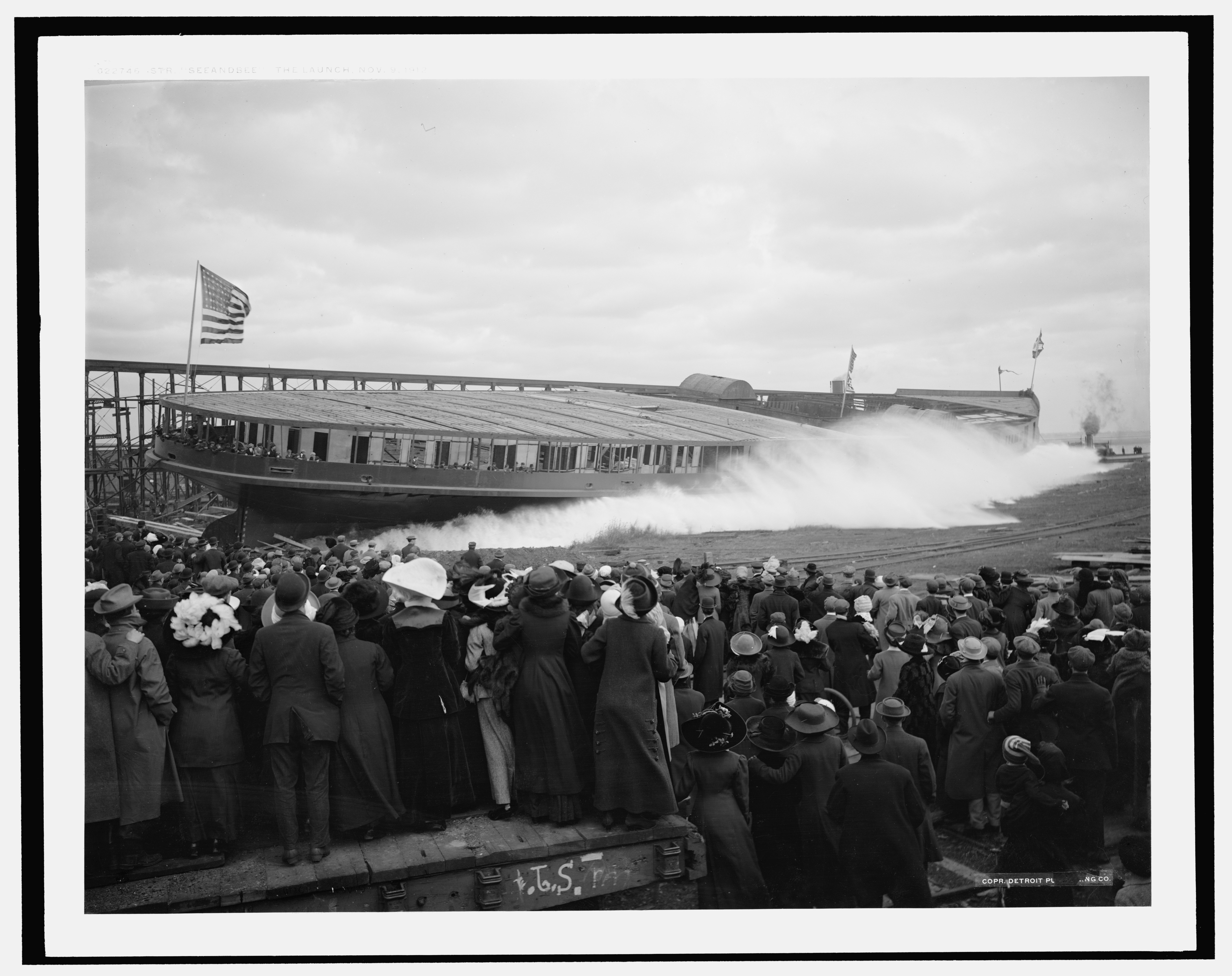
Спуска на воду Seeandbee, 9 листопада 1912 року
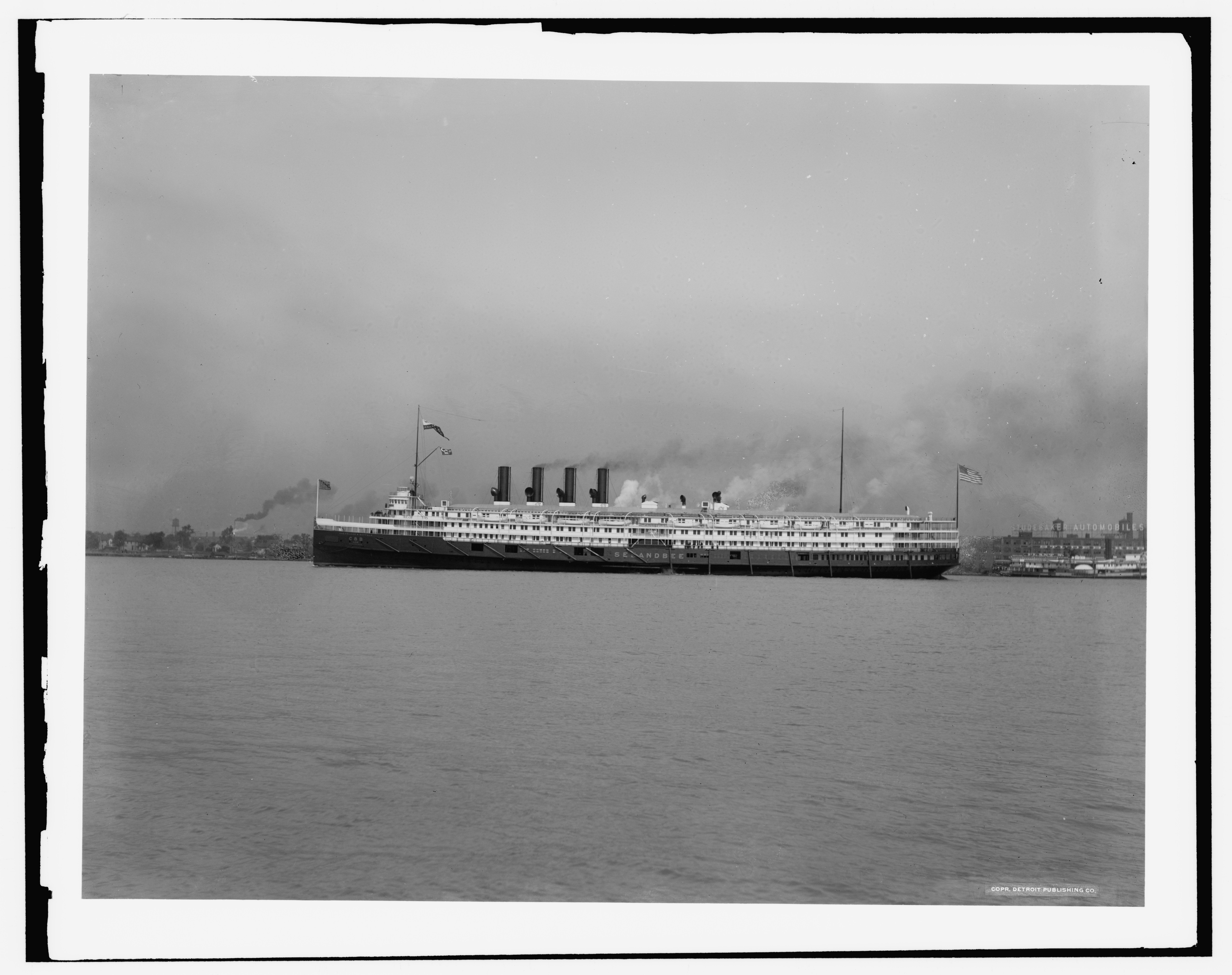
Seeandbee, 1913 рік
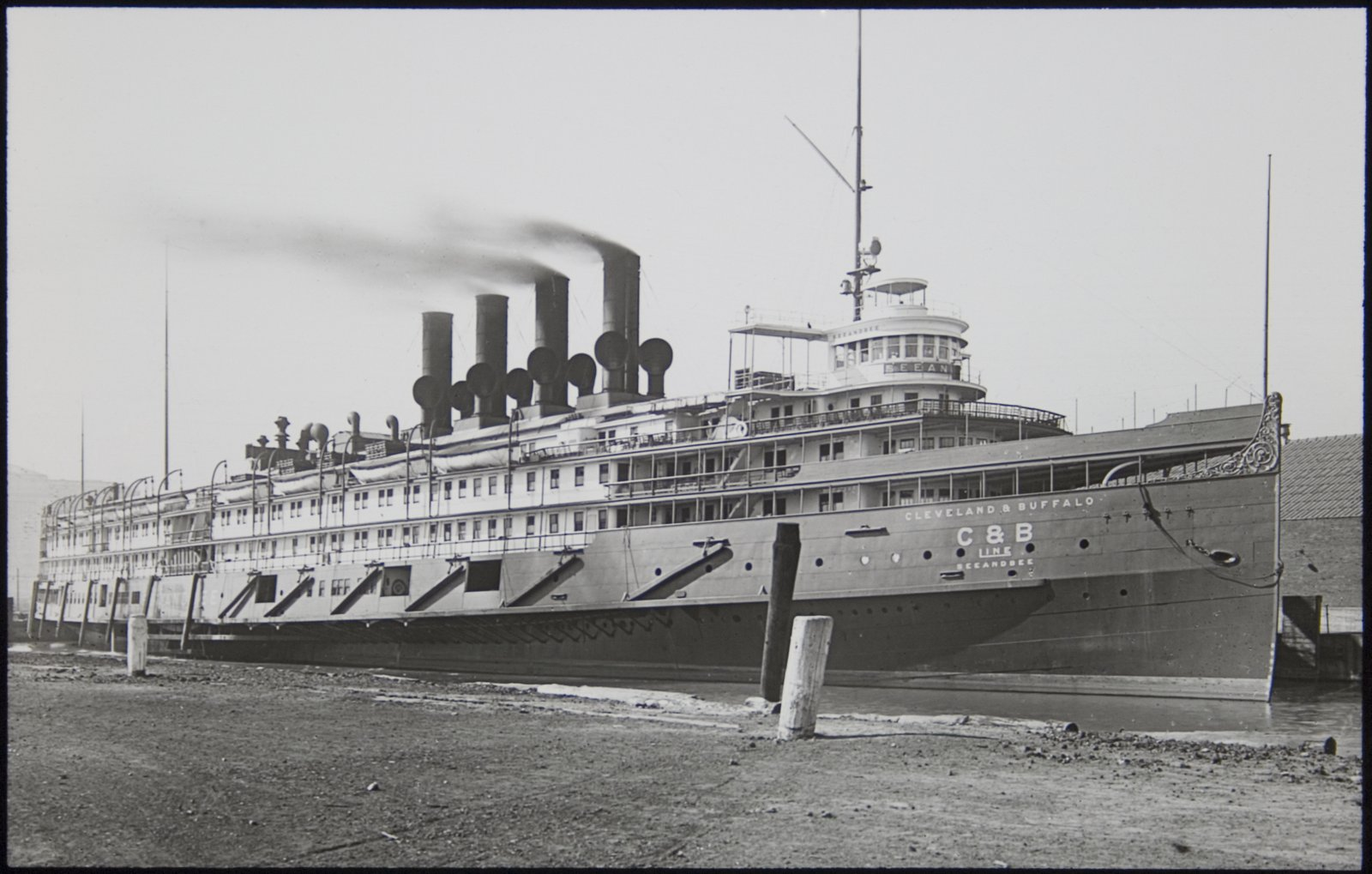
Seeandbee в серпні 1919 року
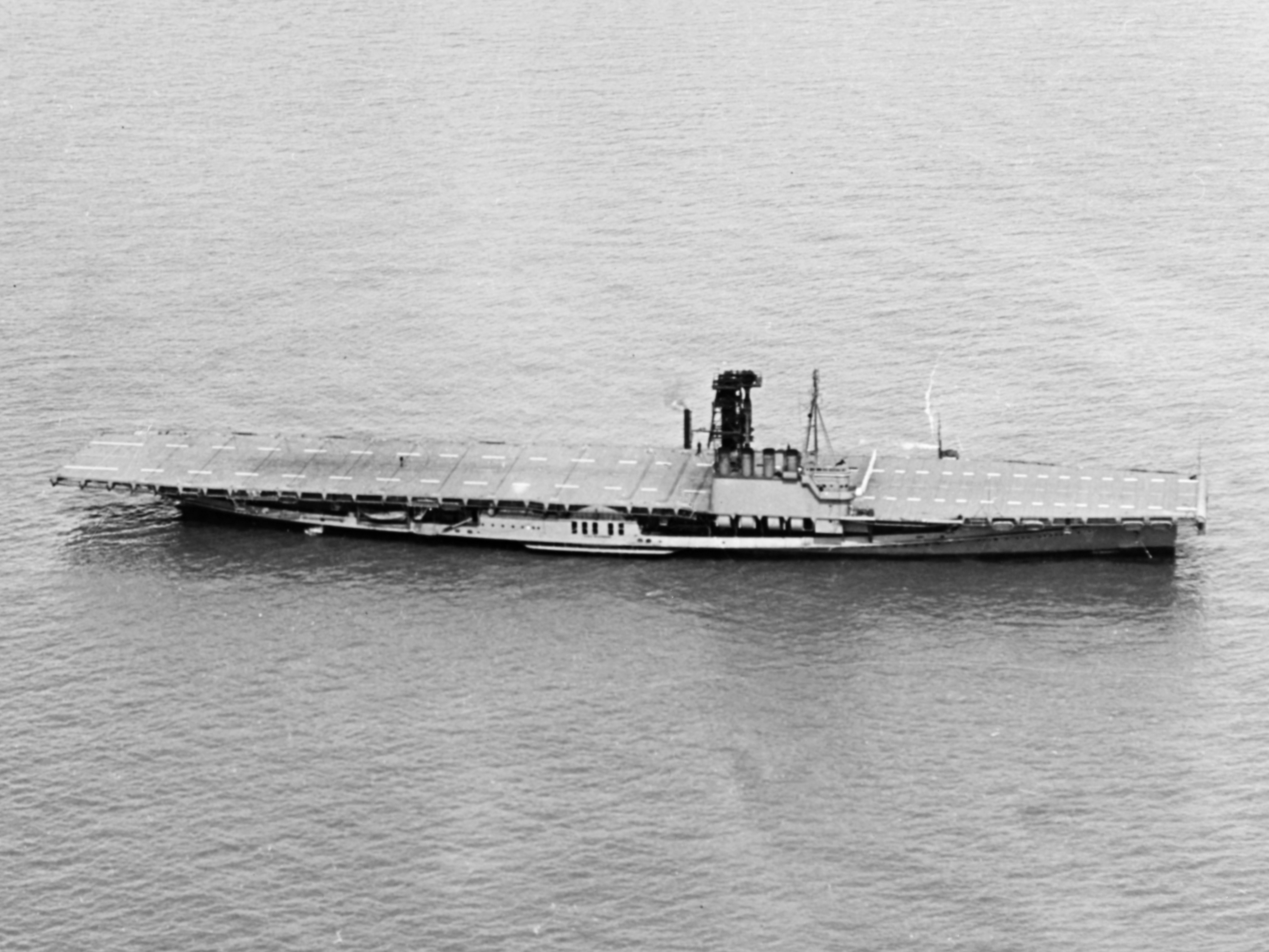